# Sos del Rey Católico
Sos del Rey Católico est une commune d’Espagne, dans la province de Saragosse, communauté autonome d'Aragon, de la comarque de Cinco Villas.

## Histoire
Sos del Rey Catolico, situé sur une élévation de terrain, est depuis très longtemps une place forte, qui a eu une grande importance comme ville-frontière durant le Xe siècle.
En 1044 elle a été incorporée par le roi Ramiro Ier au Royaume d'Aragon.
En 1452, en pleine Guerre de Navarre, la reine s'est rendu dans la ville alors nommée Sos, où elle a accouché de l'infant Ferdinand, qui se ferait appeler plus tard Ferdinand le Catholique. Depuis cette naissance, la ville s'est vue rebaptisée Sos del Rey Católico.
En 1711 elle fut nommée Capital de las Cinco Villas.
Tout le centre historique est bien conservé, et le village a été déclaré Conjunto Histórico Artístico y Bien de Interés Cultural (Ensemble Historique Artistique et Bien d'Intérêt Culturel) en 1968.

## Personnalités liées à la commune
- Le roi d'Espagne Ferdinand le Catholique est né le 10 mai 1452 à Sos del Rey Catolico. Cet événement fit que le nom initial du village (Sos) fut transformé en Sos del Rey Catolico.

- Le réalisateur espagnol Luis Garcia Berlanga a tourné à Sos del Rey Catolico, en 1985, le film La Vaquilla (1985), tournage dont le village garde un grand souvenir, et auquel de nombreux habitants du village ont participé. Plusieurs plaques et statues rappellent cet événement.

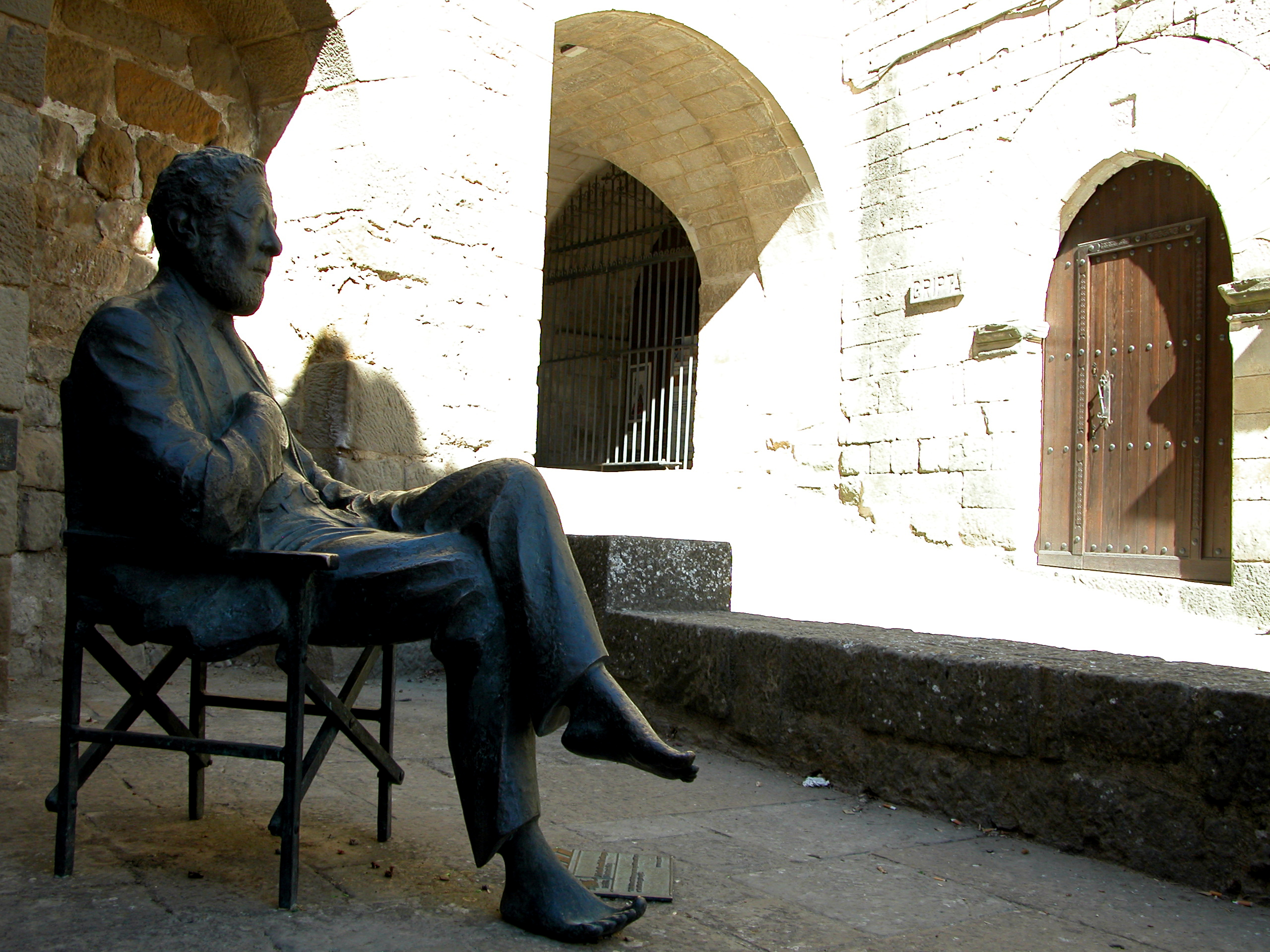
Statue de Luis Garcia Berlanga à Sos

## Galerie d'images

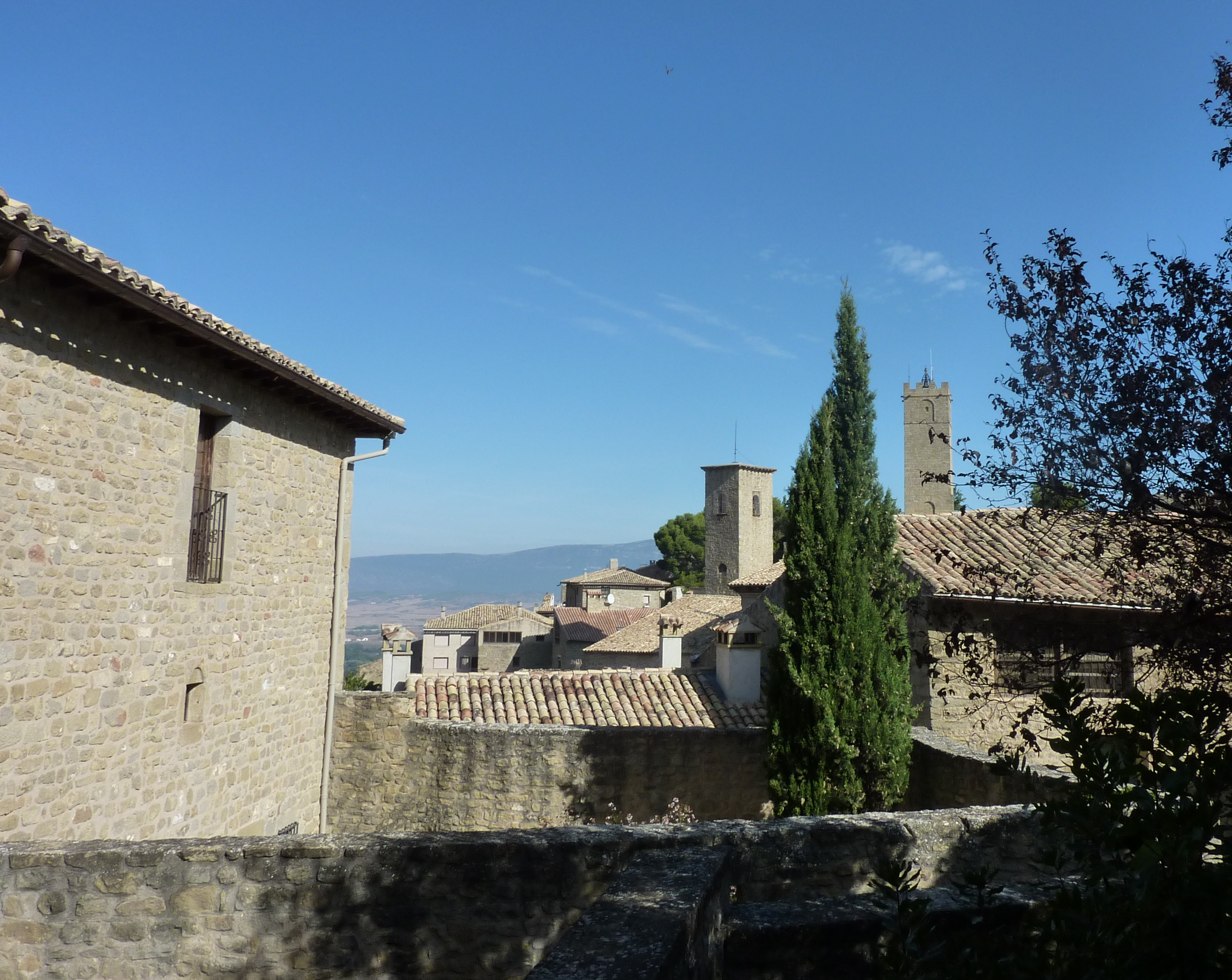
Intérieur du village
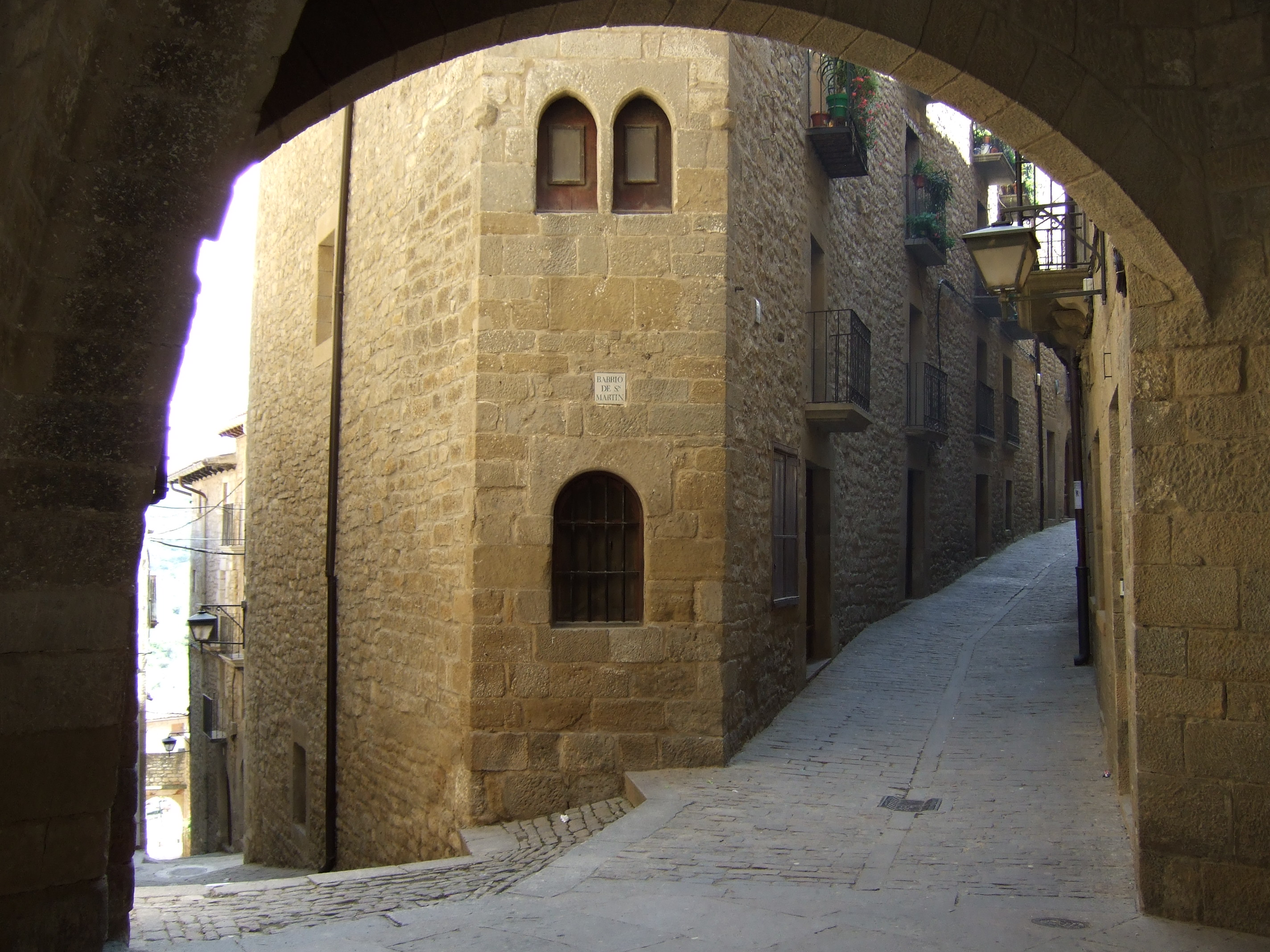
Rue de Sos del Rey Católico
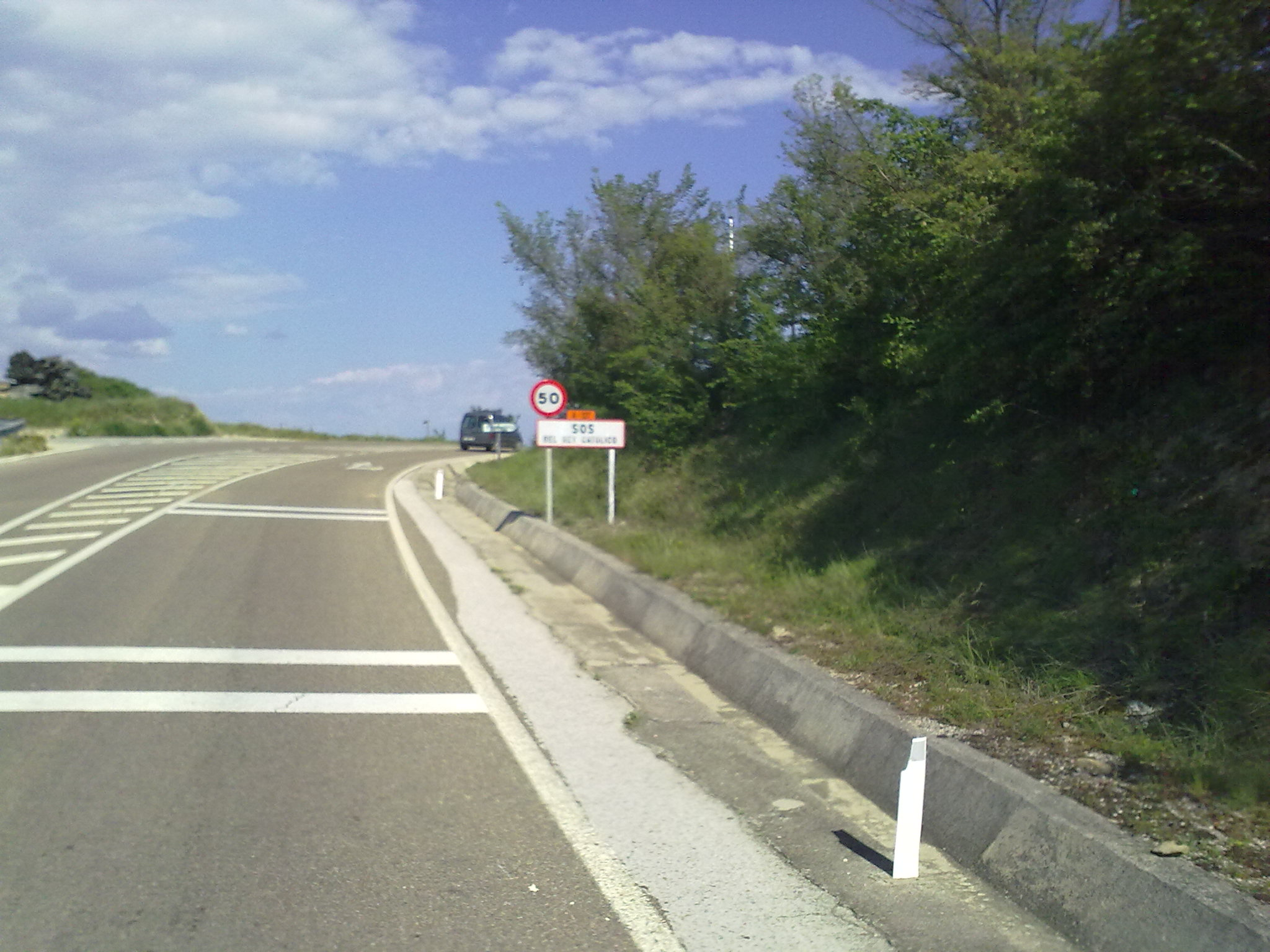
Sos del Rey Católico, entrée dans le village.
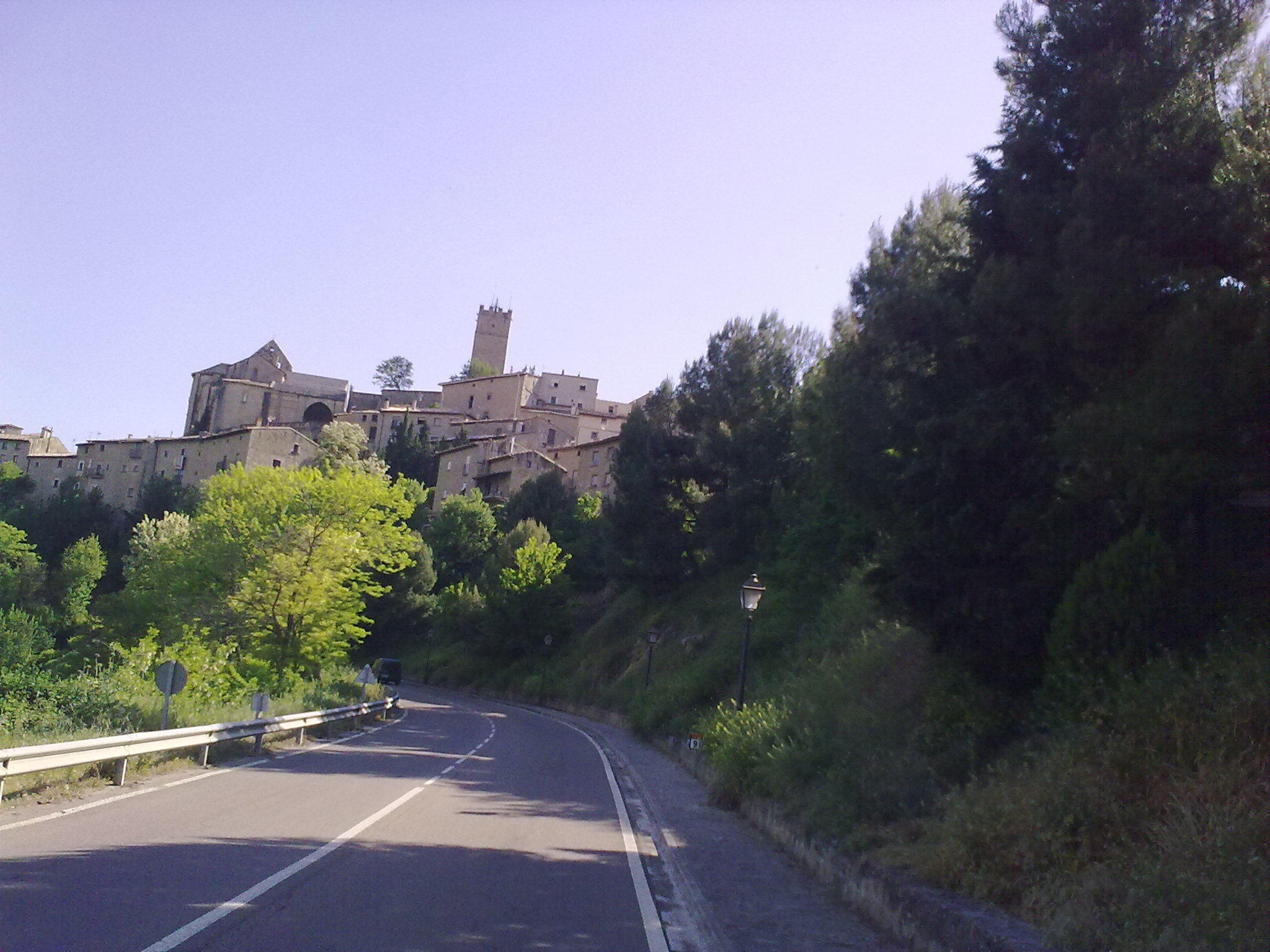
Sos del Rey Católico, le village.
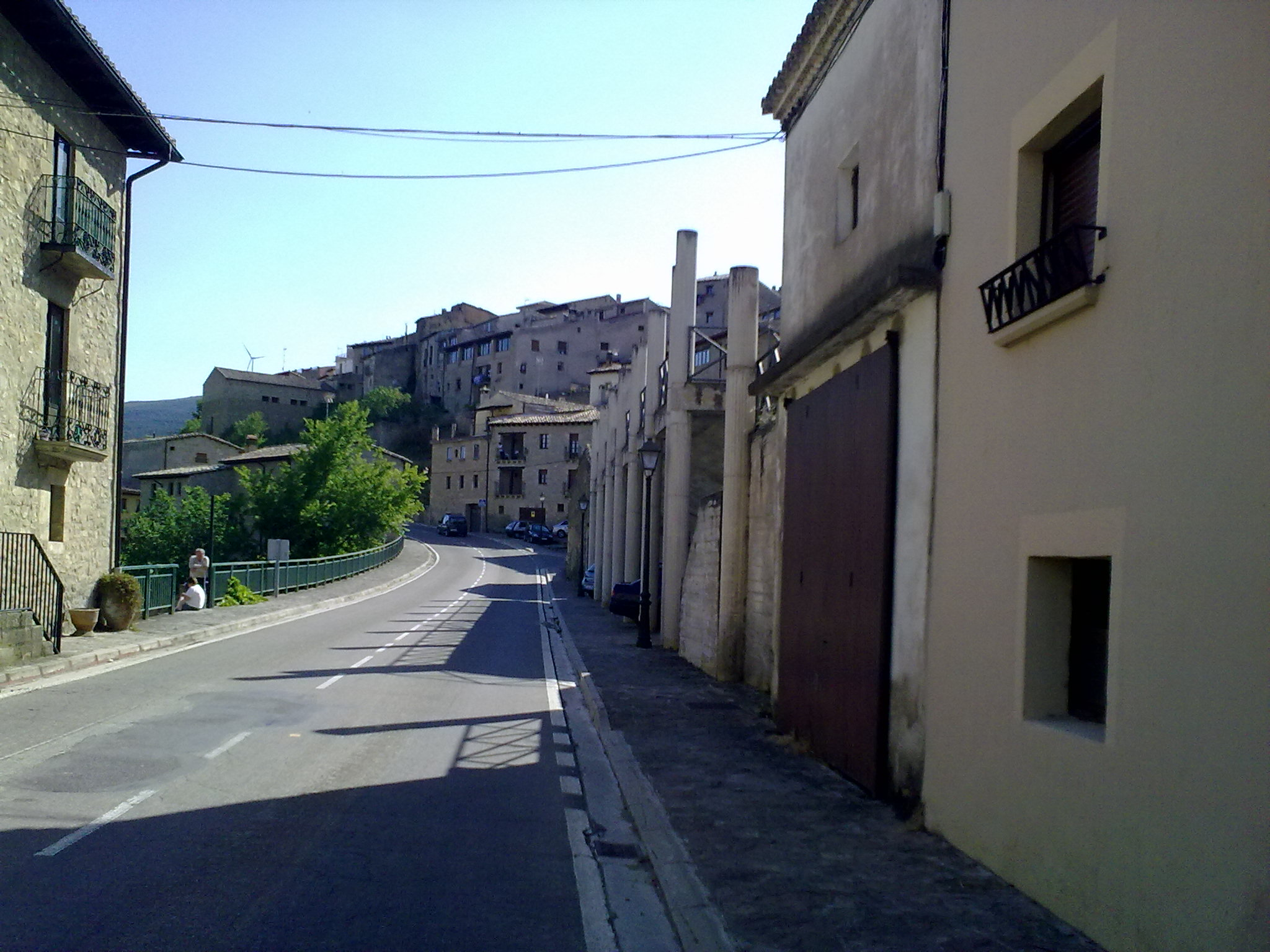
Sos del Rey Católico, le village.
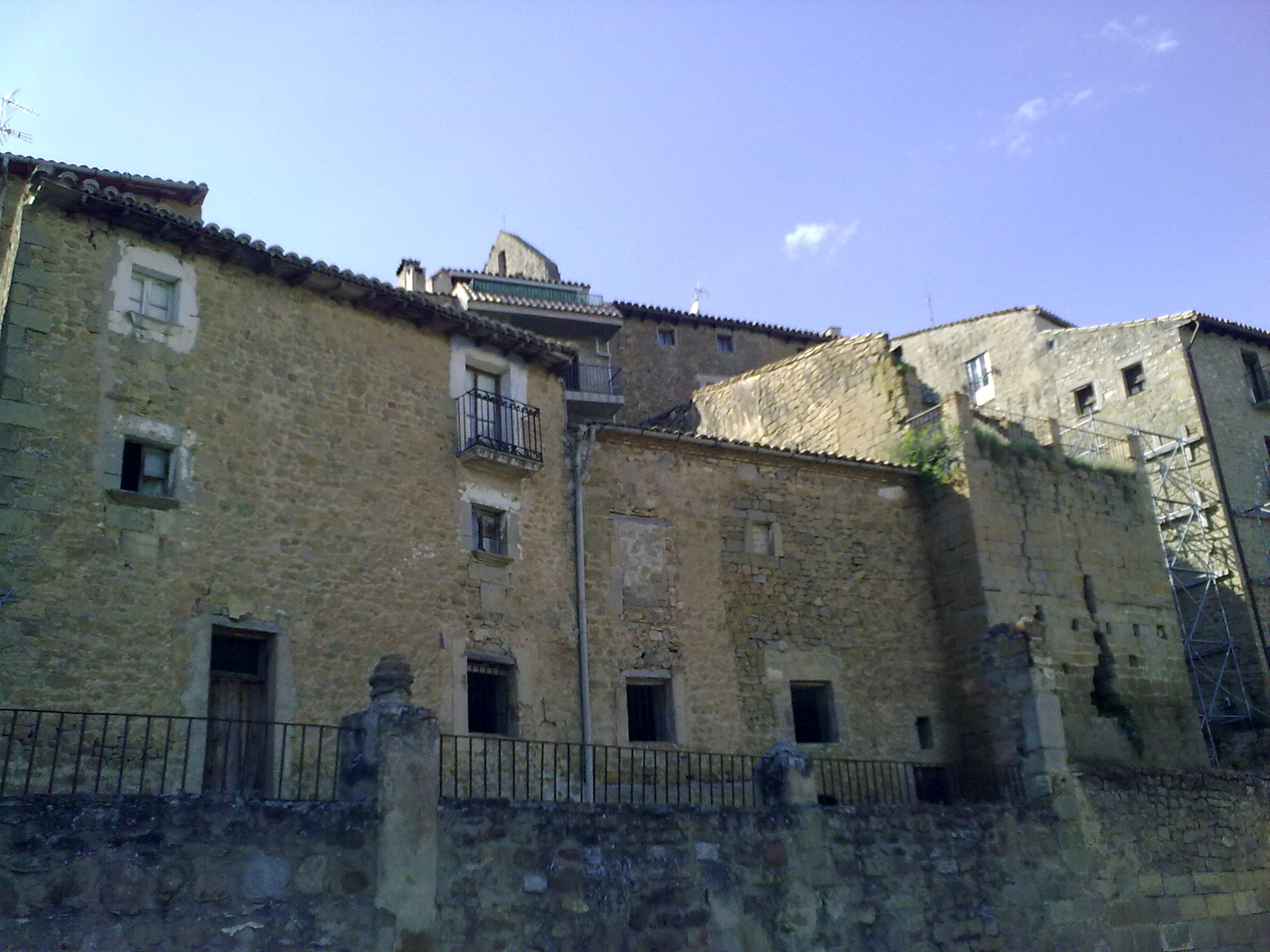
Sos del Rey Católico, le village.
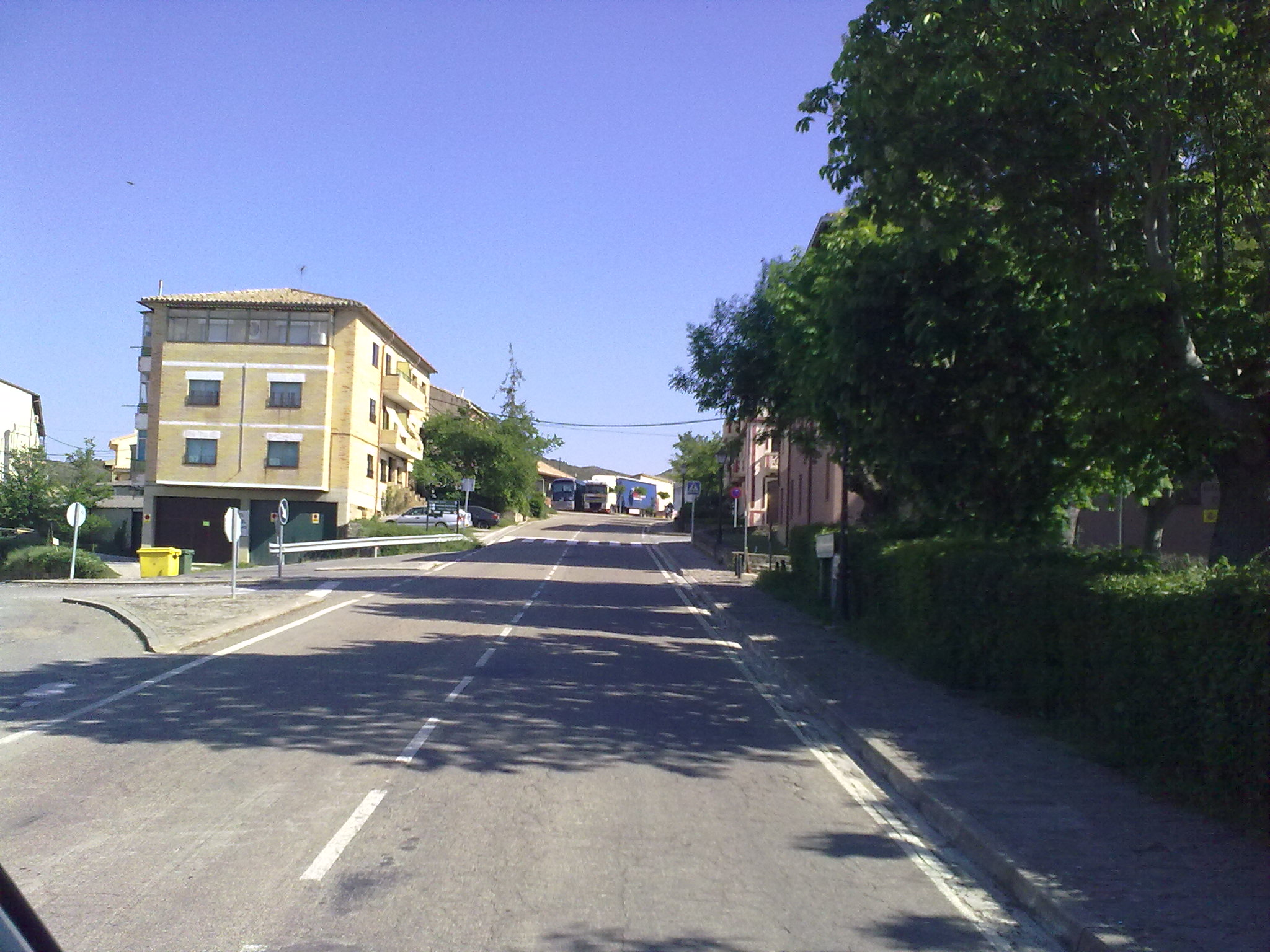
Sos del Rey Católico, le village.